# Пучков, Пётр Николаевич
Пётр Николаевич Пучков (8 мая 1932 года, село Киясово, Ступинский район, Московская область, РСФСР, СССР — 19.12. 2000 год) — советский и российский художник, мастер лаковой миниатюры (Федоскинская школа), народный художник Российской Федерации (1997).

## Биография
В 1949 году — окончил Федоскинскую школу миниатюрной живописи.
Основным направлением его творчества являлся архитектурный городской и исторический архитектурный пейзаж. Он создал множество произведений, в которых нашел яркое выражение образ столицы нашей Родины — Москвы и исторических городов России. Его произведения отмечены своеобразием почерка, высоким профессионализмом, поисками новой тематики.
В 1964 году — избран членом Союза художников СССР.
Работы находятся в Государственном Русском музее, музее имени В. И. Ленина, Музее Революции, Всероссийском музее декоративно-прикладного и народного искусства, Сергиево-Посадский краеведческом музее-заповеднике, Истринском краеведческом музее, Казанском художественном музее, Киевском государственном художественном музее, музее Федоскинской фабрики, музее народного искусства НИИХП, а также в выставочных фондах Союза художников России.
Работы репродуцировались в книгах: Н. Крестовская «Лаковая миниатюра Федоскино», М. Некрасова «Русская лаковая миниатюра», Л. Пирогова «200 лет русским лакам Федоскино», М. Чижов «Среди миниатюристов», Л. Я. Суприн «Лаковая миниатюра Федоскино», «Русские лаки» (Внешторгиздат). Произведения печатались также в комплектах открыток произведений Федоскинских художников.

## Творческая и выставочная деятельность
Основные работы: ларцы «Большой театр», «Зимняя Москва», «Салют», «Сердце Родины моей», «Москва моя», «Слово о полку Игореве», «Суздальский мотив», «Вид на Троице-Сергиеву Лавру», «Вид на Новодевичий монастырь зимой», «Суздаль. Вид на Покровский монастырь зимой», «Вид на Успенский собор и Надкладезную часовню», «Вид на Храм Христа Спасителя», «Москва. Богоявленский патриарший собор в Елохове», «Старая Москва в конце XIX века», «Вечерний звон. Свято-Троице-Сергиева Лавра», «Вид на Даниловский монастырь», «В Михайловском»‚ «Кремль», «Дворец съездов», «Белая ночь», «Ленинград», «Вид на Кремль».
Участник выставок: выставка произведений художников Московской области (1950—2000), зональная выставка «В едином строю» (1964, 1967, 1969, 1971), выставка, посвященная 25-летию разгрома немцев под Москвой (1966), зональная выставка «Подмосковье» (198О, 1984, 1990), всесоюзная выставка «40 лет Победы под Москвой» (1981), выставка произведений мастеров миниатюрной живописи и декоративной росписи «Федоскино — Жостово» (1984), республиканская выставка «Советская Россия», «Художники России —- ХХ\/|| съезду КПСС» (1985), всесоюзная выставка «40 лет Великой Победы» (1985), выставка «Слово о полку Игореве», к 800-летию создания исторического памятника (1986), всесоюзная выставка «Памятники культуры» (1987), всесоюзная выставка декоративно-прикладного искусства (1988), республиканская выставка «Молодость России» (1990), всероссийская выставка «Защитникам Отечества посвящается» (1990), выставка «Защитникам Отечества посвящается», к 50-летию Великой Победы (1995)‚ областная юбилейная выставка «50 лет МООСХ» (1996), республиканская выставка «Художник России — Москве», посвященная 850-летию Москвы (1997)‚ |Х всесоюзная выставка «Россия» (1999), всероссийская выставка «Болдинская осень», по- священная 200-летию со дня рождения А. С. Пушкина (1999), всероссийская выставка, посвященная 55-летию Победы в ВОВ (2000), всероссийская художественная выставка «Имени Твоему», к 2000-летию Рождества Христова (2000).

## Награды
- Орден Трудового Красного Знамени (1971‚ 1981)
- Медаль «В ознаменование 100-летия со дня рождения Владимира Ильича Ленина» (1970)
- Народный художник Российской Федерации (1995)
- Заслуженный художник РСФСР (1985)
- Медаль «Ветеран труда»
- золотая и 2 бронзовые медали ВДНХ СССР